# Joe Walsh
Joseph Fidler "Joe" Walsh (Wichita, Kansas, 1947. november 20. ‒ ) amerikai gitáros, énekes, zeneszerző és lemezkiadó. Több mint 40 éves karrierje alatt öt sikeres rockzenekar tagja: James Gang, Barnstorm, Eagles, The Party Boys és Ringo Starr & His All-Starr Band. Az 1990-es években szintén tagja volt a rövid életű The Best supergroupnak. Sikerei voltak egyéni előadóművészként és stúdiózenészként is, közreműködve sok más művész felvételein. 2011-ben a Rolling Stone magazin Minden idők 100 legjobb gitárosának listáján az 54. helyezett volt.
A 60-as évek közepén, miután a Kent State University egyetemre járt, Walsh számos helyi Ohio-i zenekarral játszott, mielőtt országos közönség előtt is bemutatkozott a James Gang együttes tagjaként, amelynek a "Funk #49" dala kiemelte gitáros és énekes képességeit. Miután a James Gang 1972-ben felbomlott, megalakította a Barnstorm zenekart, egyetemi barátjával Joe Vitale-val és Kenny Passarelli basszusgitárossal Colorado-ból, ahova Ohio-ból költözött. A zenekar három év alatt három albumot adott ki, és ezeket mint Walsh szóló projektjeit forgalmazták. Az utolsó Barnstorm albumon, az 1974-es  So What címűn, többen vendégszerepeltek az Eagles  együttesből, amelyik szintén Walsh producerével Bill Szymczyk-kel kezdett dolgozni.
Az Eagles alapító tagjának, Bernie Leadon-nak, távozása után Szymczyk javaslatára, Walsh 1975-ben csatlakozott a zenekarhoz mint billentyűs és gitáros, és a Hotel California lett az első album a zenekarral. 1998-ban a Guitarist brit magazin közvélemény-kutatásán a "Hotel California" a gitárszólóit választották minden idők legjobbjának, amelyet Walsh és Don Felder játszott. A Guitar World magazin a "Top 100 Guitar Solos" listáján nyolcadik helyet szerezte meg.
A különböző zenekaraival végzett munkája mellett tizenkét szólóstúdióalbumot, hat válogatásalbumot és két koncertlemezt adott ki. A legsikeresebb számai a következők voltak: "Rocky Mountain Way", "Life's Been Good", "All Night Long", "A Life of Illusion" és "Ordinary Average Guy".
Az Eagles tagjaként 1998-ban a Walsh is bekerült a Rock and Roll Hall of Fame-be, majd 2001-ben a Vocal Group Hall of Fame-be. Az Eagles-t tekintik az 1970-es évek egyik legbefolyásosabb zenekarának és továbbra is a legtöbb lemezt eladó amerikai zenekar a  történelemben. Walsh zenei kreatív hozzájárulása számos jó rockzenész megbecsülését kivívta, köztük Jimmy Page a Led Zeppelin-ből, aki ezt mondta róla: "Fantasztikus érzéke van a hangszerhez. Még a James Gang idejéből szerettem a stílusát." Eric Clapton azt nyilatkozta: "Ő az egyike a legjobb gitárosoknak, akik előkerülnek egy jó ideig. Nem sok lemezt hallgatok, de az övéit igen." A The Who gitárosa, Pete Townshend szerint: "Joe Walsh könnyed és intelligens zenész. Nem sok ilyen szaladgál közöttünk."

## Korai évek
Robert Newton Fidler fiaként, Alden Anderson Fidler és Dora Jay Newton unokájaként született. Édesanyja klasszikusan képzett zongorista volt skót és német ősökkel. Mostohaapja, Walsh, ötéves korában fogadta örökbe, miután a biológiai apja egy repülőgép balesetben meghalt. Az 1950-es években általános gyakorlat volt a társadalombiztosítási, az iskolai és az egészségügyi nyilvántartásban, hogy a gyermekek felvették mostohaapjuk nevét. Így lett belőle Walsh, de megtartotta apja nevét is középső névként.
Walsh és családja több évig élt Columbus városában, Ohio-ban. Amikor tizenkét éves volt,  New Yorkba költöztek. Később Montclair-ben, New Jersey-be laktak, ahol a Montclair High School gimnáziumba járt és oboá-n játszott az iskola zenekarában. A The Beatles sikerétől  inspirálva, a helyi Montclair-i Nomads népszerű zenekarban basszusgitárosként kezdte a rockzenész pályafutását. A gimnázium után Walsh főiskolai tanulmányba kezdett a Kent State University egyetemen és közben Cleveland környékén különböző zenekarokban játszott, beleértve a Measles együttest is. Az első félév után otthagyta az egyetemet, hogy zenei karrierjére koncentráljon.

## Zenei karrier

### 1965–1967: The Measles
A The Measles egy ohio-i garázs zenekart, amelyet 1965-ben alakított ki négy Kent State University hallgatója, közülük az egyik Joe Walsh volt. Az Ohio Express "Beg Borrow and Steal" című albumának két dalát a Walsh által vezetett Measles játszotta az "I Do It I Think Of You" és az "And It's True" címűt (mindkettőt Joe Walsh énekelte). Ezenkívül az "And It's True" instrumentális verzióját is felvették "Maybe" címmel, ami a "Beg Borrow and Steal" kislemez B-oldalán jelent meg. A Cameo-Parkway Studio úgy adta ki ezeket mint az Ohio Express dalai.

### 1968–1971: James Gang

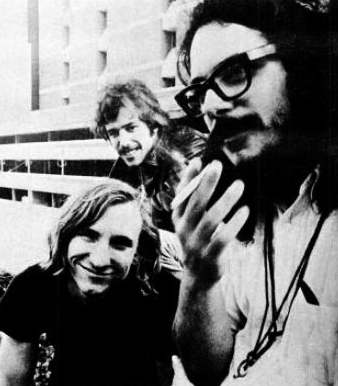
Walsh a James Gang-gel, 1970

Az 1967-es karácsony táján James Gang gitáros Glenn Schwartz elhagyta a zenekart, hogy Kaliforniába költözzön, ahol megalakította a Pacific Gas & Electric zenekart. Néhány nappal az 1968-as újév után Schwartz egy barátja, Joe Walsh (The Measles együttesből),  kopogott a Jim Fox dobos ajtaján és audiciót kért, hogy helyettesítse Schwartzot a zenekarban. Walsh-ot elfogadták, és rövid ideig öten játszottak benne, amíg Phil Giallombardo, aki még középiskolás volt, ki nem lépett. Bill Jeric és Walsh együtt dolgoztak a gitár részeken, de végül Jeric is távozott 1968 tavaszán. Az ő helyébe lépett a visszatérő Ronnie Silverman, aki leszerelt a katonaságtól.
1968 májusában a felléptek Detroitban, a Grande Ballroom-ban, a Cream együttes nyitózenekarként. Az utolsó pillanatban Silverman közölte a többiekkel, hogy nem fog fellépni velük. A zenekar, mivel  kétségbeesetten szükségük volt a pénzre, három emberrel állt színpadra. Tetszett nekik a hangzásuk mint trió és úgy döntöttek, hogy így maradnak.
A zenekar menedzsere Mark Barger lesz, aki a "The Green Tambourine" című nagy sláger mögött is állt. Barger kapcsolatba hozta őket Bill Szymczyk-kel az ABC Records-tól, aki 1969 januárjában szerződtette őket az ABC új leányvállalatához, a Bluesway Records kiadóhoz.
Első albumukat, Yer 'Album címmel 1969-ben adták ki. 1969 novemberében a basszusgitáros, Tom Kriss úgy döntött, hogy nem foglalkozik többé zenével, és átadta a helyét Dale Peters-nek aki addig az ET Hoolie-ban zenélt. Peters belépésével alakult ki az zenekar legsikeresebb felállása. Walsh a zenekar vonzerejének bizonyult, az innovatív ritmusának és kreatív gitár riffjeinek köszönhetően. Ismertető jele lett gitárjátékának "attack" (felfutás) hangzása, amit a hangszedők speciális bekötésével ért el. A James Gangnak több kisebb slágere volt, és a korai "album-orientált" rock képviselője lett. 1969-ben a producerük, Bill Szymczyk elintézte, hogy a zenekar szerepeljen a Zachariah című "elektromos nyugati" filmben , amelyben két James Gang dal hangzott el, a "Laguna Salada" és a "Country Fever" címűekkel. E két dal rögzítéséhez Kenny Weiss énekest szerződtették, hogy Walsh  a gitározására összpontosítson. A két szám később megjelent a "The James Gang Greatest Hits" 2000-es újra kiadásakor.
Röviddel a második album, "James Gang Rides Again" kiadása előtt, a James Gang nyitózenekar volt a The Who legendás rockzenekarnak Pittsburgh-ben. Mielőtt tovább mentek Pete Townshend találkozott a James Gang-gal, és olyan jó benyomást keltettek benne, hogy meghívta őket a The Who következő európai turnéjára. Amikor Walsh-ot erről kérdezték, azt mondta: "Pete egy nagyon dallamos játékos, és én is. Azt mondta nekem, hogy nagyra becsülte a játékomat. Ez nagyon hízelgő volt, mert nem hittem, hogy ilyen jó vagyok."
A James Gang következő két albuma, a James Gang Rides Again (1970) és a Thirds (1971) olyan klasszikus számokat hozott, mint a "Funk #49" és "Walk Away". A James Gang Live at Carnegie Hall volt Walsh utolsó albuma velük, mivel elégedetlen volt a zenekar korlátaival.

### 1971–1973: Barnstorm
1971 decemberében Walsh elhagyta a James Gang-ot. Steve Marriott meghívta Angliába a Humble Pie zenekarba, mivel Peter Frampton kilépett, de ő visszautasította az ajánlatát. Ehelyett Colorado-ba költözött, és megalakította a Barnstorm együttest, a dobos és multi-instrumentalista Joe Vitale-val, valamint a basszusgitáros Kenny Passarelli-vel. Mindkét lemezük úgy jelent meg mint Walsh szólólemeze. A Barnstorm 1972 októberében mutatta be az azonos című debütáló albumot. Pete Townshend-től inspirálódva, Walsh ARP Odyssey szintetizátort használt ami nagy hatással volt az olyan dalokra, mint a "Mother Says" és a "Here We Go". Walsh kísérletezett akusztikus gitárral, slide-gitárral, fuzzboxokkal és billentyűs hangszerekkel, valamint gitárjával egyenesen egy Leslie 122 erősítőn keresztül futtatva, hogy orgonaszerű gitár hangokat kapjon. Az album jó kritikákat kapott, de csak mérsékelt kereskedelmi sikere volt. Az 1973 júniusában kiadott The Smoker You Drink, the Player You Get, Walsh neve alatt került forgalomba (bár hivatalosan Barnstorm album) és meghozta a várt áttörést. Az Egyesült Államok Billboard listáján 6. helyre jutott. A fő "Rocky Mountain Way" című számot sokat játszották a rádiók, és elérte a 23. helyet az US Top 40 listán.
Új tag volt a billentyűs Rocke Grace és Walsh osztozott az zeneszerzésben és az éneklésben a zenekar három másik tagjával. Ennek eredményeképpen sokféle stílus került terítékre ezen az albumon. Vannak blues, jazz, népi, pop és karib zenei elemei. 1974-ben Barnstorm feloszlott és Walsh szólókarrierbe kezdett.
1974-ben Walsh slide-gitározott az egykori Barnstorm zenekar tagjának, Joe Vitale-nak, a Roller Coaster Weekend című debütáló szólóalbumán.

### 1975–1980: Eagles

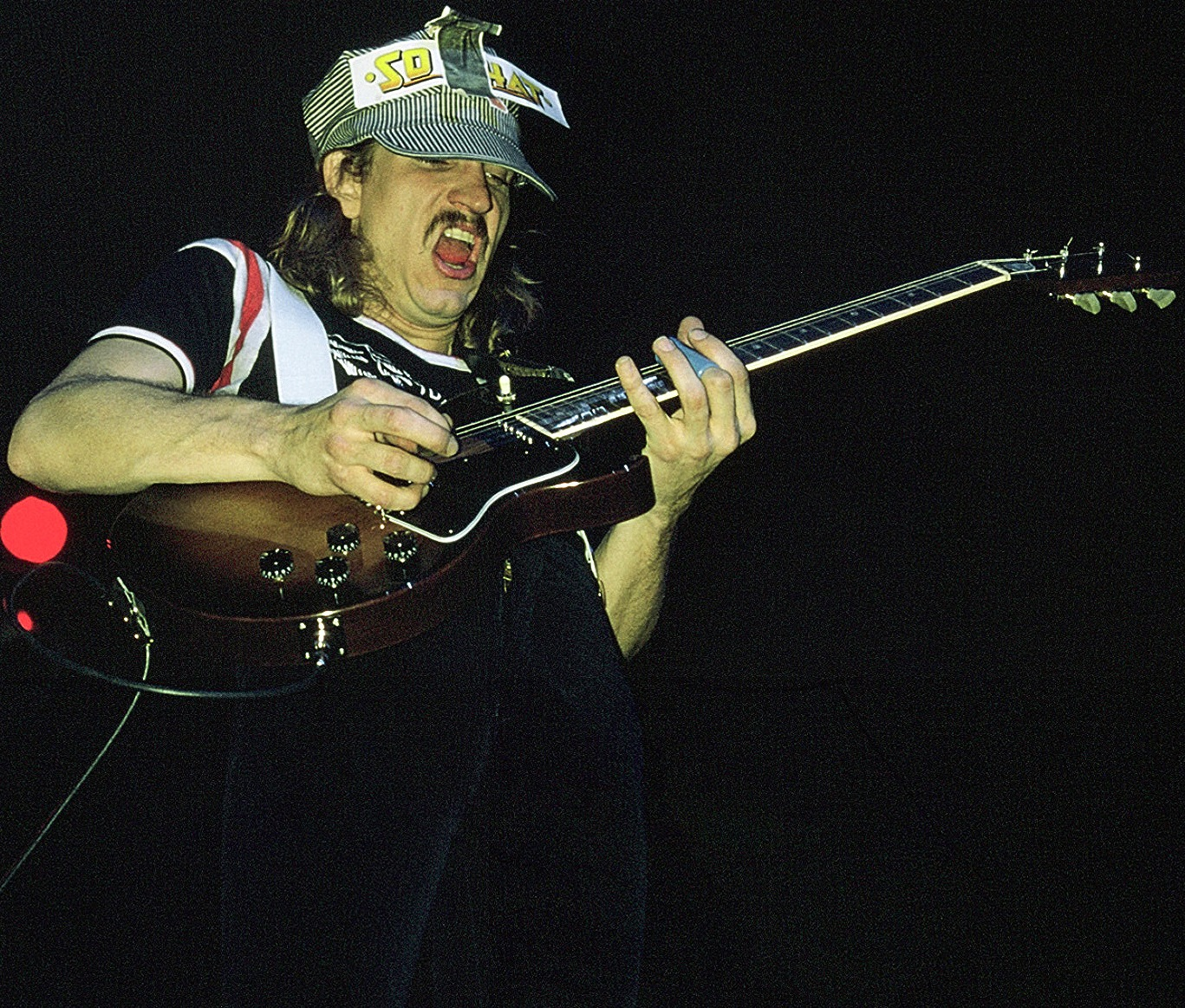
Walsh slide-gitározik (1975)

1975-ben Walsh-ot meghívták, hogy csatlakozzon Eagles-hez Bernie Leadon helyettesítésére. Kezdetben aggodalmak voltak Walsh beilleszkedésével kapcsolatban, különösen a dobos és vezető énekes, Don Henley részéről, mivel túlságosan "vadnak" tartották "Eagles"-hez.
Az 1976. december 8-án kiadott Hotel California volt a zenekar ötödik stúdióalbuma, és az első amelyen Walsh szerepelt. Az album másfél évig készült, egy folyamat, amely a turnézás mellett kikészítette a zenekar tagjait.
Az album második kislemeze a "Hotel California" volt amelyik az 1977-es májusi listák első helyén szerepelt, és a "Take It Easy" és a "Desperado" dalokkal az együttes ismertető jele lett. Henley  énekelt, Felder és Walsh játszotta a gitárduettet.
Az Eagles 1977-ben felvételstúdióba vonult, hogy megkezdje munkáját a következő, The Long Run című albumán. Az album két év alatt készült el, és 1979. szeptember 24-én jelent meg a lemezboltokban. Számos zenész kritikusnak csalódottságot okozott, hogy nem ért a " Hotel California" szintjére, azonban hatalmas kereskedelmi sikernek bizonyult. Az album a listák első helyére került és 7 millió példányban adtak el. Emellett három Top 10 kislemez is született belőle – a "Heartache Tonight", a "Long Run" és az "I Can't Tell You Why". Walsh szerzeménye az "In the City" szintén sikert aratott. A zenekar két karácsonyi dalt is rögzített, "Funky New Year" és "Please Come Home For Christmas" címűt, melyeket 1978-ban kislemezen adtak ki és elérte a 18. helyet a listákon.
1980-ban a zenekar felbomlott.

### 1973–2012: Szólókarrier

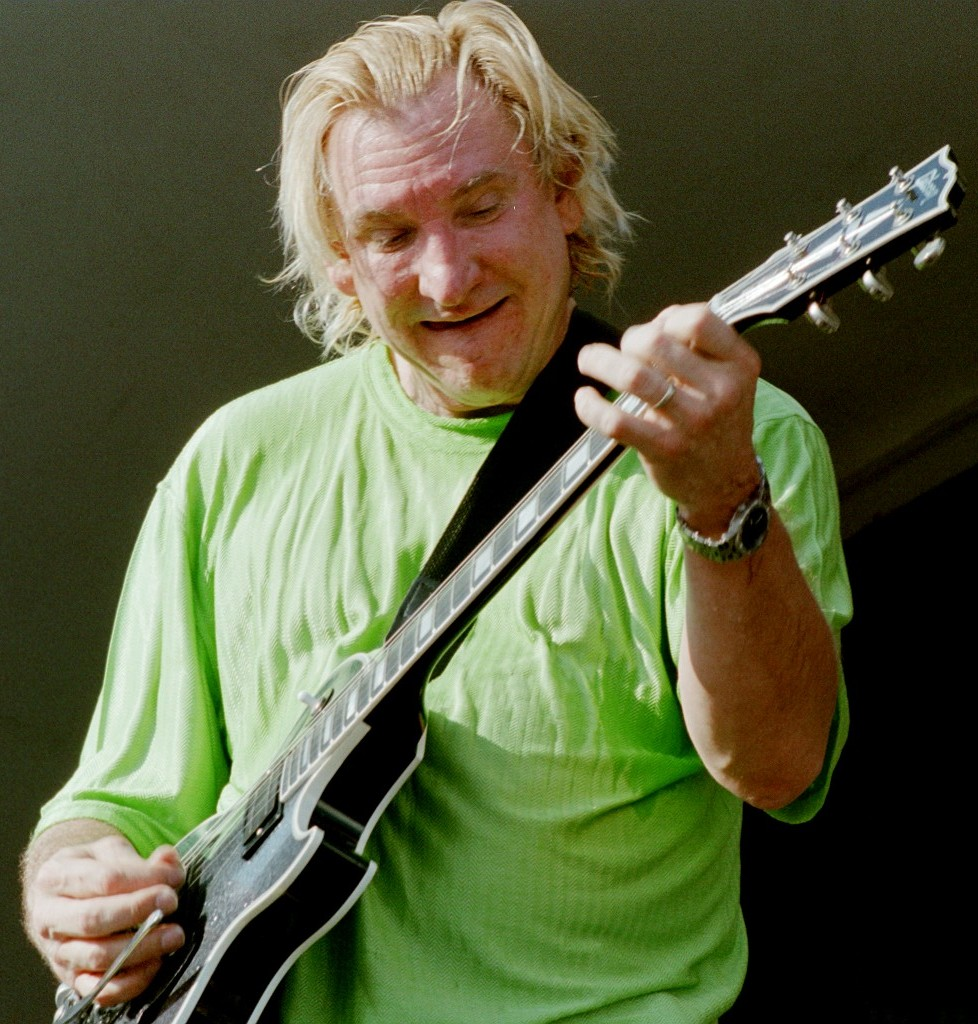
Walsh koncerten Gulfstream Park Hallandale Beach, Florida, 2006

Walsh tizenkét szólóalbumot adott ki.
Első szólóalbumát amely nem tekinthető Barnstorm projektnek, 1974 decemberében adta ki, So What címmel, amely több introspektív anyagot tartalmazott, mint például "Help me through the night" és" Song For Emma ", egy megemlékezés Walsh lányának, akit egy előző évben autóbalesetben halt meg. Néhány zeneszámon Don Henley, Glenn Frey és Randy Meisner hozzájárult vokállal.
1976 márciusában kiadott You Can't Argue with a Sick Mind élő albumán, szintén szerepelt az Eagles.
Míg az Eagles küszködött a Hotel California utáni lemezzel, Walsh újraindította szólókarrierjét az 1978 májusában megjelent, és a kritikusok körében kedvezően fogadott But Seriously, Folks... albummal. A lemez tartalmazta a "Life's Been Good" dalt is, ami a sztárság komikus ábrázolása, és a 12. helyre kapaszkodott a Billboard Hot 100 listán, és a mai napig Walsh legnagyobb szóló sikere. 1979-ben Walsh hozzájárult a The Warriors film zenéjéhez az "In the City" dallal amelyet ő szerzett és énekelt, és amely később az Eagles The Long Run stúdióalbumán is helyet kapott
Az Eagles 1980 júliusi feloszlását követően a 80-as években a Walsh továbbra is adott ki  albumokat, de az eladásuk jóval elmaradt a korábbi sikereinek méreteitől.
There Goes the Neighborhood volt első albuma az Eagles felbomlása óta és a 20. helyet érte el a "Billboard 200" listán. Csak az albumból egyetlen  kislemez született, a "A Life of Illusion", amely Walsh egyik legnépszerűbb dala lett. A dal felkerült 1981-ben a Hot Mainstream Rock Tracks listára. A számot már 1973-ban felvették Walsh első szóló zenekarával (Barnstorm), de akkor nem fejezték be. A végleges keverés a There Goes the Neighborhood ülések alatt készült el és a szám megjelent az albumon. A lemez promóciós videója bemutatja az album borítójának elkészítését. Ez a dal csendül fel elsőként a "a 40 éves szűz című filmben.
Egy másik volt a "Rivers (The Hidden Funk)" című dal amelyet Walsh eredetileg az Eagles The Long Run albumába szánt, de nem kapott benne helyet. A dalban közreműködött Don Felder (akivel közösen írta a dalt) talk box-gitáron.
Az album utolsó dala a "You Never Know" című volt, egy dal a pletykákról és pusmogásokról, tartalmazva az Eagles egyes tagjainak nem túl burkolt kritikáját is. Felder közreműködik ezen a felvételen is, ritmust és kettős gitár szólót játszanak Walsh-sal.
1983 májusában Walsh megjelentette a You Bought It – You Name It nagylemezét. A zenekritikusok többsége negatívan fogadta az albumot, míg mások jó pontokat is találtak az albumban. Nem lett olyan sikeres mint a korábbi albumai, a Billboard 200 listán a 48. helyre jutott.  A "Space Age Whiz Kids" kislemez amelyik az 1980-as évek video árkádjátékok őrületéről szól,  mérsékelt sikert hozott. Az album olyan hard rock dalokat tartalmaz, mint az "I Can Play That Rock & Roll" és a Dick Haymes "Love Letters" számának cover-je. Tartalmaz önelemzőbb anyagot is, mint például a "Class of '65" és a "I.L.B.T.s" című számot, a "I Like Big Tits" (Szeretem a nagy melleket) betűszója.
Walsh új barátnője Stevie Nicks (Fleetwood Mac) közreműködött a következő The Confessor albumán. Nicks régi barátját Keith Olsen-t kérték fel az album elkészítsére és olyan jónevű Los Angeles-i stúdiózenészekkel dolgoztak mint Jim Keltner, Mike Porcaro, Waddy Wachtel, Randy Newman, Alan Pasqua és sok más zenésszel akikkel Walsh még soha nem dolgozott.
1987-ben Walsh kiadta az 1980-as évek utolsó szólóalbumát, Got Any Gum?, melyet Terry Manning készített és amelyen közreműködött JD Souther és a Survivor énekese Jimi Jamison, de az album kereskedelmi csalódás volt.
1991-ben megjelent az Ordinary Average Guy című, kilencedik stúdióalbuma és a címadó dal mint kislemez 1991 közepén. A lemezen közreműködik Ringo Starr, Jimi Jamison és Joe Vitale.
1992-ben a Walsh kiadta a "Songs for a Dying Planet" című tizedik stúdióalbumát az Epic gondozásában. Nagyon szerette volna helyrehozni a rosszul fogadott 1991-es albumát, a Ordinary Average Guy-t, ezért régi producerjét Bill Szymczyk-et bízta meg a lemez elkészítésével. A "Certain Situations" szám végén a következő Morse-kódot hallható, "Regisztrálj és szavazz rám". A "Vote for Me" című dal a 10. helyet érte el a Hot Mainstream Rock Tracks listán.
A 2012-ben megjelent "One Day at a Time" című száma részletezi az alkohollal és kábítószerrel való visszaéléssel kapcsolatos küzdelmét korábbi karrierje során. A dal megjelent az Analog Man albumán, amelyet 2012 június 5-én adtak ki. Az album co-producere Jeff Lynne volt és  Tommy Lee James írt néhány dalt az albumon.

### Az Eagles újraegyesülése

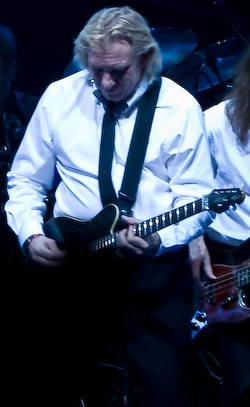
Előadás az Eagles-szel, 2008

Egy 1993-ban, tizenhárom évvel a felbomlás után megjelent a Common Thread: The Eagles Songs album. Travis Tritt ragaszkodott ahhoz, hogy az Eagles Long Run korszaka legyen benne a "Take It Easy" című videójában és ők beleegyeztek. Az évek óta tartó nyilvános spekuláció után, 1994-ben a zenekar hivatalosan újraegyesült. A felállásban a "Long Run" korszak öt tagja – Felder, Frey, Henley, Schmit és Walsh – mellett, a koncerteken kiegészültek a következő zenészekkel: Scott Crago (dob), John Corey (billentyűsök, gitár , vokál), Timothy Drury (billentyűsök, gitár, vokál) és Al Garth (szaxofon, hegedű).
"Csak hogy tisztázzuk a dolgot, az együttes nem bomlott fel, csak 14 éves szünetet tartott" – jelentette be Frey az első fellépésük során 1994 áprilisában. Az ezt követő turnéról egy élő albumot adtak ki,  Hell Freezes Over címmel (Henley ismétlődő kijelentése alapján nevezték el, hogy a zenekar akkor áll újra össze "amikor a pokol befagy"), ami a Billboard 200 album listájának első helyén  debütált. A lemez négy új dalt tartalmazott amelyek közül a "Get Over It" és a "Love Will Keep Us Alive"  Top 40 sláger lett. A turné és az album is sikeresnek bizonyult, a lemezt csak az USA-ban 6 millió példányban adták el. A turné 1994-ben megszakadt Frey súlyos diverticulitisének (egy féle vastagbélgyulladás) felújulása miatt, de újraindult 1995-ben és folytatódott 1996-ban. 1998-ban az Eagles bekerült a Rock and Roll Hall of Fame-be. A beválasztó ünnepségen a hét Eagles (Frey, Henley, Leadon, Meisner, Felder, Walsh és Schmit) a "Take It Easy" és a "Hotel California" számokat játszotta el. Több "újraegyesülési" turné következett (Leadon és Meisner nélkül), amelyeknek a rekordmagas jegyárai említésre méltók.
Az Eagles 1999. december 28-án és 29-én Las Vegas-ban a Mandalay Bay Events Center, majd december 31-én a Los Angeles-i Staples Center sportcsarnokokban lépett fel. Ezek voltak az utolsó  koncertek amikor Felder a zenekarral játszott, és ezek a műsorok (ideértve a tervezett videóklipet is) később Feldernek a zenekar ellen indított perének részét képezték.
A koncertfelvételeket a 2000 novemberében a Selected Works: 1972-1999 négy lemezes CD-box részeként adták ki. Az ezredfordulós koncert mellett ez a sorozat tartalmazta a zenekar slágereit és részek a "The Long Run" felvételeiről. 2002-ben a "Selected Works" platinalemez lett a RIAA feltételei szerint. A zenekar 2001-ben folytatta a turnéját, Frey, Henley, Walsh és Schmit felállásban, akikhez hozzá jött Steuart Smith (gitárok, mandolin, billentyűsök, vokál, lényegében Felder szerepe), Michael Thompson (billentyűsök, harsona), Will Hollis (billentyűsök, vokál), Scott Crago (dob, ütőhangszerek), Bill Armstrong (kürtök), Al Garth (szaxofon, hegedű), Christian Mostert (szaxofon) és Greg Smith (szaxofon, ütőhangszerek).

### Egyéb együttesek
1984 végén az ausztrál zenész Paul Christie, a korábbi Mondo Rock basszusgitáros, felkérte Walsh-ot, hogy jöjjön Ausztráliába és lépjen fel a The Party Boys, all-star zenekarral, amely a legismertebb ausztrál rockzenészekből áll. Ezek közé tartozott akkor a kritikusok által nagyra  becsült gitáros Kevin Borich, akivel Walsh jó barát lett. Walsh elfogadta a meghívást és részt vett a Party Boys 1984-es és 1985-ös ausztráliai turnéjukon és szerepelt a You Need Professional Help koncertalbumukon. A turné után egy ideig maradt Ausztráliában, felállítva a "Creatures From America" rövid életű zenekart, Waddy Wachtel (gitár), Rick Rosas (basszusgitár) és az ausztrál dobos Richard Harvey (Divinyls,  The Party Boys) tagságával. 1987-ben Walsh visszatért az Egyesült Államokba, hogy elkészítse a Got Any Gum?" albumot,  JD Souther és a Survivor énekese Jimi Jamison közreműködésével. Az album sikere elmaradt és Walsh 1989-ben visszatért Ausztráliába, hogy a Party Boys egy másik felállásával turnézzon. Walsh 1989-ben és 1992-ben Ringo Starr & His All-Starr Band együttessel turnézott, ahol a saját és a zenekar többi tagjának dalait adták elő. 1989-ben szerepelt az "MTV Unplugged" műsorban, Dr. John R&B zenésszel. Ugyanabban az évben Etta James-szel és Albert Collins-szel közösen adják a "Jazzvisions: Jump the Blues Away" koncertet Los Angeles-ben.
Az 1989-es Homegrown albumuk elkészítésekor Walsh rövid időre csatlakozott az új-zélandi Herbs reggae zenekarhoz. Bár a lemez 1990-es kiadása idejére már elhagyta a zenekart, ő énekeli rajta az "Up All Night" és "It's Alright" dalokat. Az album tartalmazza az "Ordinary Average Guys" első felvételét a Herbs néhai basszusgitárosa Charlie Tumahai előadásában. A dal később Walsh szóló sikere lett "Ordinary Average Guy" címmel.
1990 végén a Walsh a The Best együttes tagja volt, Keith Emerson billentyűssel,  John Entwistle basszusgitárossal, Jeff "Skunk" Baxter gitárossal és Simon Phillips dobossal együtt. A zenekar számos előadást tartott Hawaiion és Japánban.
1993-ban, Glenn Frey-jel társulva a "Party of Two" turnén vett részt az Egyesült Államokban.
1996-ban az elnökválasztási kampányban a James Gang újraegyesült a Demokrata Párt elnöke, Bill Clinton támogatására. A zenekar "klasszikus" felállásban (Walsh, Peters, Fox) lépett fel 1996. november 4‑én a Cleveland Állami Egyetem Konferencia-központjában (Cleveland State University Convocation Center).
1998-ban az ABC egy klasszikus rockzenét akart használni a Monday Night Football műsorában, ezért arra kérték Walsh-ot, hogy írja át a "Rocky Mountain Way" számot a Denver Broncos irányítója John Elway nevére. A dal címe "Rocky Mountain Elway" lett és Walsh megjelent a videón amelyet az ABC mutatott a műsorban.

### 2000-es és 2010-es évek
2004 júniusában Walsh fellépett az Eric Clapton által alapított Crossroads Guitar fesztiválon Dallas,  Texas-ban. 2004 szeptemberében szerepelt a The Strat Pack koncerten,  Londonban, a Fender Stratocaster gitár 50. évfordulója alkalmából. 2006-ban Walsh, Jim Fox   és Dale Peters a James Gang-ből újra összeállt új felvételek készítésére és egy 15 koncertes turné erejéig. A túrné őszig tartott.
2008-ban Walsh megjelent a "Carvin 60. évfordulója ünnepének DVD-jén", mint támogató híresség. A felvett interjúban nagymértékben dicsérte a Carvin-t és azt állítja, hogy a gitárjainak húrlábai  "olyanok mint az első Les Paul modelleké. Még a Gibsont sem tudom rávenni, hogy újra gyártsa".
A Kent State University 2001 decemberében tiszteletbeli diplomát adott neki zenéből. 2001 májusában a Berklee College of Music Walsh-ot, az Eagles többi tagjával együtt díszdoktorrá avatta, a zene terén elért eredményeikért.

## Jelentősebb fellépései

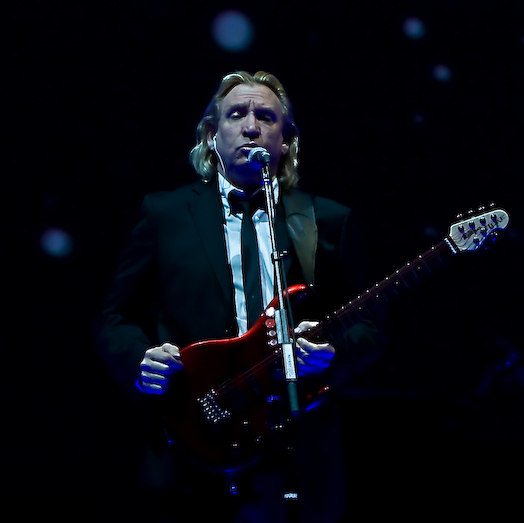
Előadás az Eagles-szel, 2009

1974-ben Walsh készítette a Dan Fogelberg Souvenirs albumát, és közreműködött akusztikus gitáron, elektromos gitáron, 12-húros gitáron , ARP basszussal és vokállal. Szintén ő vette fel a kapcsolatot Graham Nash-sel, hogy háttérvokált énekeljen a "Part of the Plan" számban, ami hozzájárult, hogy az album az 1975-ös Billboard listán a 17. helyre jutott.
1981-ben Walsh és a korábbi Barnstorm zenekartársa, Joe Vitale, besegítettek régi barátjuk John Entwistle ötödik, Too Late the Hero című szólóalbumán, ahogy csak az idejük engedte. Az album John Entwistle legsikeresebb szólóalbuma lett, a "Talk Dirty" és a "Too late the Hero" dal" kislemez slágerekkel.
Walsh egy közreműködött a Don Henley 1982-es "Dirty Laundry" felvételén. Részt vett olyan művészek felvételein mint Ringo Starr, America, REO Speedwagon, Jay Ferguson, Andy Gibb, Wilson Phillips, Emerson, Lake & Palmer, Steve Winwood és  Richard Marx.
Walsh rendszeres DJ vendégszereplő volt a Los Angeles-i KLOS rádióállomáson a nyolcvanas évek közepén. Gyakori vendége volt Detroit és Chicago rádiós személyiségének Steve Dahl-nak.
A képernyőn megjelent a The Blues Brother, Robotzsaru, Promised Land, Drew Carey Show, Duckman, MADtv, Live from Daryl's House, Rock the Cradle és Zachariah filmekben/műsorokban.
2004 októberében több beszédet tartott Új-Zélandon, hogy figyelmeztessen a kábítószerrel való visszaélés veszélyeire.
2012. február 12-én szerepelt a Grammy-díj ünnepség záró számában.
2014. február 9-én több számban is szerepelt a Beatles tiszteletére rendezett CBS speciális műsorban, a The Night That Changed America: Grammy Salute a The Beatles-ben.
2014-ben a vendégszerepelt a Foo Fighters nyolcadik, Sonic Highways című stúdióalbumán.
2016. május 24-én Walsh megjelent a NBC The Voice (tehetségkutató) tehetségkutató műsorában, ahol slide- és talk-box gitározott valamint Laith Al-Saadi versenyzővel közösen elénkelték a "Rocky Mountain Way" dalát.

## Jótékonysági tevékenysége
Walsh aktív jótékonysági munkát végez és számos koncerten játszott jótékonysági célokra gyűjteni. Személyesen is hozzájárult több jótékonysági ügyben is, köztük a lakóhelyét elhagyni kényszerült  nők számára a szülővárosában, Wichita, Kansas-ban. 2008-ban megalapította a Kent State University első tehetségalapú ösztöndíját.

## Hatások
Walsh a következő zenészeket sorolja fel azok közül akik legnagyobb befolyással voltak a zenélésére: Jimi Hendrix, B. B. King, Chuck Berry, Little Richard, Eric Clapton, The Rolling Stones, The Beach Boys, Jeff Beck, The Beatles, Led Zeppelin, Deep Purple, Manfred Mann és a Faces.
Ő pedig hatással volt a következőkre: Dan Fogelberg, Maroon 5, Kenny Chesney, Jonny Lang, The Fabulous Thunderbirds és George Thorogood.
Duane Allman (The Allman Brothers Band) tanította meg Walsh-ot slide-gitárt játszani.

## Magánélete

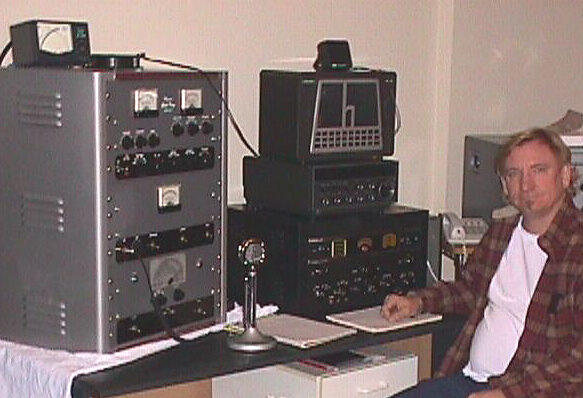
Amatőr rádiókészülékével, 2006

Joe Walsh ötször házasodott. Rövid ideig Margie Walshot volt a felesége az 1960-as években majd Stefany Rhodes 1971 és 1978 között, Juanita Boyer 1980-tól 1988-ig és Denise Driscoll 1999-től 2006-ig. Walsh ötödik felesége Marjorie Bach, Barbara Bach nővére, aki Ringo Starr felesége.
Walsh lánya Lucy Walsh szintén zenész, aki Ashlee Simpson-nal és másokkal dolgozott. 2007 tavaszán adta ki a Lost in the Lights című debütáló szóló albumát.
Walsh első gyermeke, Emma Kristen 1971-ben született és 1974-ben halt meg 3 éves korában,  autóbalesetben elszenvedett sérülések miatt. Az ő története ihlette Walsh-ot a "Song For Emma" című számra a So What című első "hivatalos" szóló albumán. Emlékére egy szökőkútat  emléktáblával helyeztetett el a parkban, ahol a kislánya játszott: a North Boulder Park-ban (Boulder, Colorado-ban).  Ami Emma halálát követő hónapokban semmi más nem tűnt értelmesnek vagy fontosnak. A feszültség hozzájárult Walsh második feleségétől, Stefany-tól való elválásához. 1984-ben amikor Stevie Nicks-szel turnézott elvitte őt a park szökőkútjához amit Nicks később megörökített a "Have Anyone Ever Written Anything For You?" című dalában az 1985-ös Rock A Little albumán. A kapcsolatukról beszélve Nicks a The Daily Telegraph-nak 2007-ben adott interjúban azt mondta, Walsh "az életem nagy szerelme" volt.
Walsh elismeri, hogy az alkohol és a kábítószerfüggőség miatt küzdött a karrierjének nagy részében, és 1993 óta részt vett az Anonim Alkoholisták 12 lépéses programjában. 1989-ben Új-Zélandon amikor a Herbs zenekarral turnézott, Walsh egy hirtelen megvilágosodást tapasztalt egy ősi Maori település  meglátogatása során. 2004-ben Új-Zélandra visszatérő látogatása alkalmával Walsh leírta a tapasztalatot és úgy hivatkozott rá, mint a függőségből való gyógyulásának kezdete. Walsh elmesélte, hogy 1994-ben egy Párizsba tartó repülőgépen ébredt. Amikor megérkezett, nála volt az útlevele, de nem emlékezett hogyan került a repülőre. Ez volt a fordulópont, és azóta nem iszik.
Amikor New Yorkban élt Walsh egész életen át tartó érdeklődést alakított ki az amatőr rádiózás iránt. Walsh rendelkezik Extra Class Rádióamatőr engedéllyel, és a hívójele  WB6ACU. 2006-ban az American Radio Relay League ARRL számára egy dedikált gitárt adományozott. Ő is részt vesz a csoport "Nagy projektjében", amely népszerűsíti az amatőr rádiózást az iskolákban. Walsh két felvétele tartalmazott morze üzenetet: egyszer Regisztrálj és szavazz a "Barnstorm", majd később Regisztrálj és szavazz rám a "Songs for a Dying Planet" felvételen.
Santa Cruz-sziget szeretete elkötelezettségévé vált, hogy megóvja annak környezetét, és aktív a sziget parkjainak megőrzésében is. Ő a Santa Cruz-sziget alapítvány elnöke és az 1980-as évek óta tagja az alapítvány igazgatótanácsának.

## Választási kampánya
Walsh gyakran viccelődött az elnökválasztásokról, 1980-ban egy gúnyos elnöki és 1992-ben alelnöki kampányban vett részt. Az 1980-as amerikai elnökválasztásokon azt ígérte, ha megnyeri, akkor a "Life's Been Good" lesz a nemzeti himnusz és mindenki számára ingyen benzint biztosít.  Bár 1980-ban Walsh mindössze 33 éves volt és nem felelt meg a 35 éves követelménynek, hogy valóban elfoglalhassa az elnöki széket, azt mondta, a nyilvánosság figyelmét akarta felhívni a választásokra. 1992-ben Walsh Goat Carson tisztelendő alelnökjelötjeként indult a választásokon, a "Vissza akarjuk a pénzüket" szlogennel.
A 2012-es Analog Man albumának népszerűsítése alkalmával készített interjúban Walsh azt nyilatkozta, hogy komolyan fontolgatja a politikai pályáját. "Azt hiszem indulnék a választásokon, de csak kongresszusi tagnak" – mondta a WASH rádiónak Washingtonban.

## Felszerelése
Gitárok

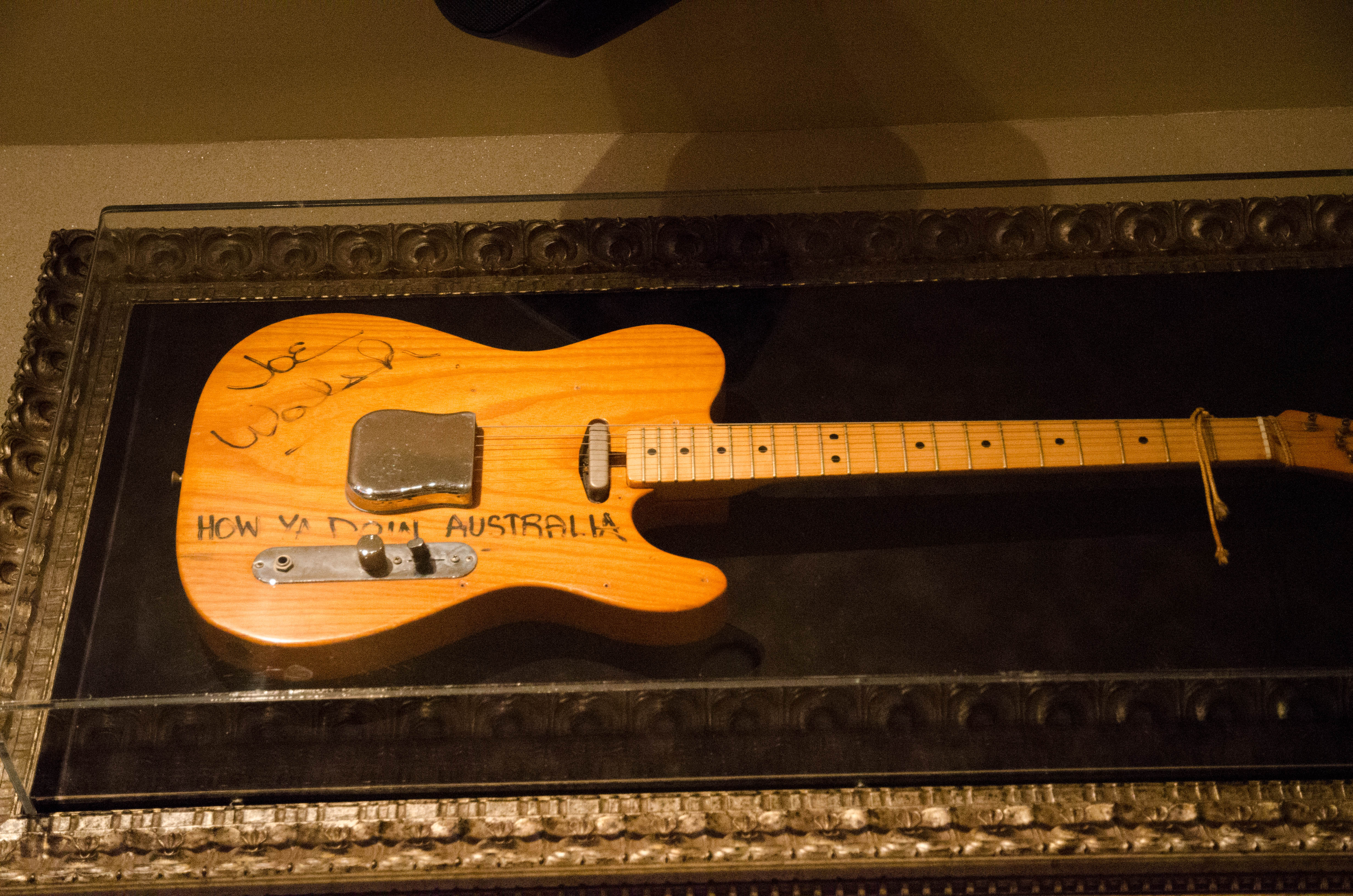
Walsh Fender Telecaster gitárja, a Hard Rock Cafe-ban, Sydney

- Fender Stratocaster, Fender Telecaster, Fender Esquire
- Gibson Les Paul
- Rickenbacker 330JG
- Carvin DC4, CT6, CT4, CS4 és más különböző modellek
- 1959-es Gibson Les Paul, az úgynevezett "Number 1", amelyet 1969 áprilisában adtak el Jimmy Page-nek.
- 1970-ben Walsh egy 1959-es Gretsch 6120 gitárt adott a The Who gitárosának Pete Townshend-nek, aki ezt használta a stúdióban olyan lemezek felvételénél mint a  Who’s Next és Quadrophenia.

Erősítők
- Marshall 50 wattos Plexi

## Diszkográfia
Szólólemezek
- Barnstorm (1972)

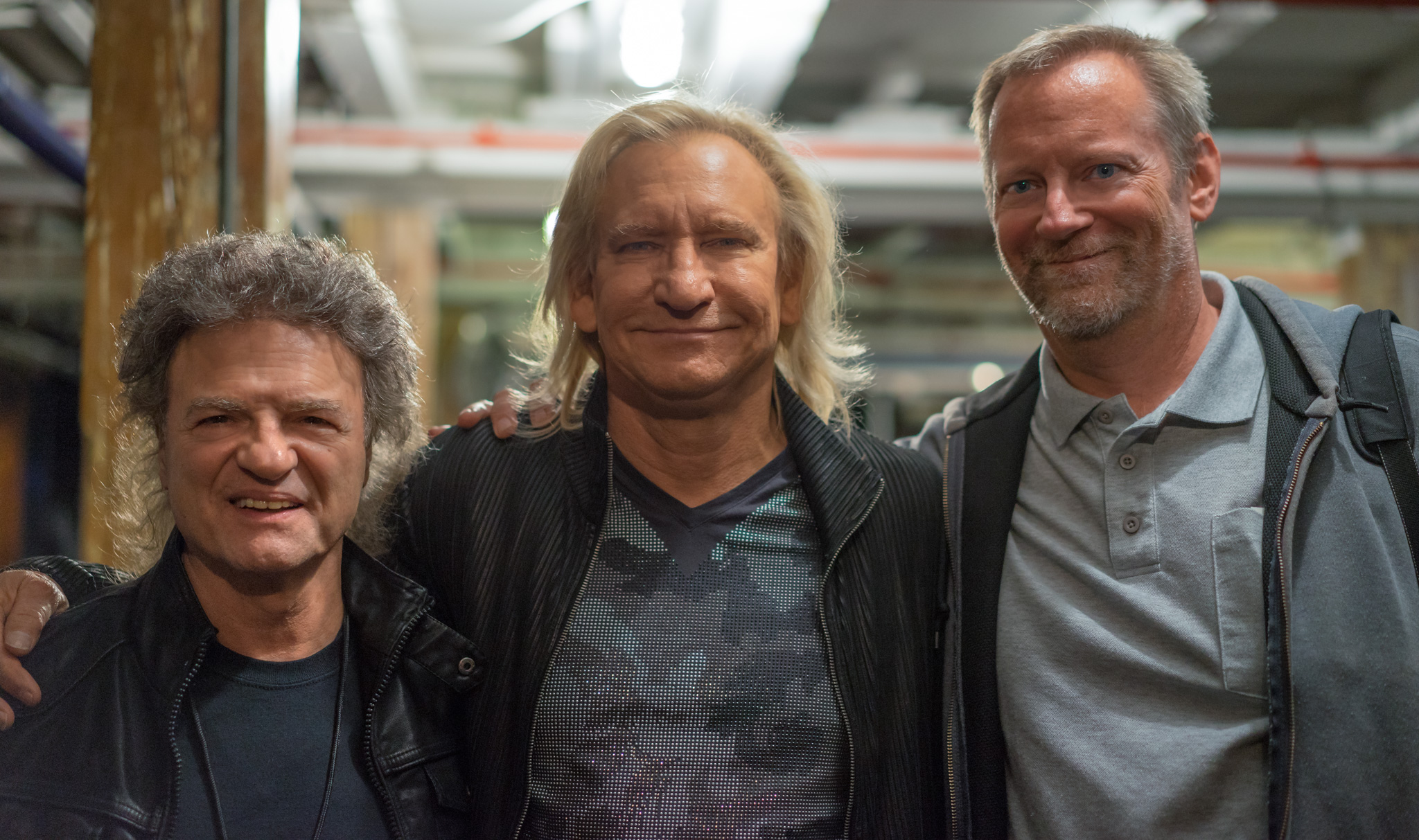
Joe Vitale, Walsh és Ted Jensen a Capitol Theatre színháznál, 2015

- The Smoker You Drink, the Player You Get (1973)
- So What (1974)
- You Can't Argue with a Sick Mind (1976)
- But Seriously, Folks... (1978)
- There Goes the Neighborhood (1981)
- You Bought It – You Name It (1983)
- The Confessor (1985)
- Got Any Gum? (1987)
- Ordinary Average Guy (1991)
- Songs for a Dying Planet (1992)
- Analog Man (2012)
- All Night Long: Live in Dallas (2013)

Egyéb felvételek
- The Measles "I Find I Think Of You", "And It's True", és "Maybe" felvételei, a The Ohio Express dalaiként forgalmazták (1967)
- A Future to This Life: Robocop – The Series Soundtrack, a Robocop sorozat filmzenéje (1995)

## Filmográfia
| Cím                 | Év        | Szerep           | Műfaj              |
| ------------------- | --------- | ---------------- | ------------------ |
| Zachariah           | 1971      | James Gang tagja | film               |
| The Blues Brothers  | 1980      | fogoly           | film               |
| Promised Land       | 1996      | R. J.            | televíziós sorozat |
| The Drew Carey Show | 1998–2001 | Ed               | televíziós sorozat |
| Wicked City         | 2015      | rendező          | televíziós sorozat |
| Criminal Minds      | 2016      | önmaga           | televíziós sorozat |
| Better Things       | 2016      | önmaga           | televíziós sorozat |

## Díjak
- Az Eagles tagjaként öt Grammy-díjat nyert:
  - 1977 – Record of the Year: "Hotel California" (kislemez)
  - 1977 – Legjobb ének hangszerelés: "New Kid in Town"
  - 1979 – A legjobb rock előadás egy duó vagy csoport által: "Heartache Tonight"
  - 2008 – Legjobb country előadás egy duó vagy csoport által énekkel: "How Long"
  - 2009 – Legjobb pop hangszeres előadás: "I Dreamed There Was No War"
- 1998-ban bekerült a Rock and Roll Hall of Fame-be
- 2001-ben bekerült a Vocal Group Hall of Fame-be

## Fordítás
- Ez a szócikk részben vagy egészben  a   Joe Walsh című angol Wikipédia-szócikk fordításán alapul.  Az eredeti cikk szerkesztőit annak laptörténete sorolja fel. Ez a jelzés csupán a megfogalmazás eredetét és a szerzői jogokat jelzi, nem szolgál a cikkben szereplő információk forrásmegjelöléseként.